# Schizopelex huettingeri
Schizopelex huettingeri là một loài Trichoptera trong họ Sericostomatidae. Chúng phân bố ở miền Cổ bắc.